# Internationella Tjajkovskijtävlingen
Internationella Tjajkovskijtävlingen (ryska: Международный конкурс имени П. И. Чайковского) är en av de mest prestigefyllda klassiska musiktävlingen i världen. Eftersom den är uppkallad efter den ryska kompositören Pjotr Tjajkovskij har den ägt rum i Moskva vart fjärde år sedan 1958. 2006 blev tävlingen förskjuten med ett år så att den istället ägde rum i juni 2007, varefter den fortsätter vart fjärde år igen som en musikolympiad. 
För att behålla tävlingens höga nivå genomförde organisatörerna vissa betydelsefulla förändringar inför 2007 års tävling. Dessa innebar att
1. organisationskommittén ger pristagarna hjälp att arrangera konserter världen över
2. juryns röstningssystem ändrats från stängd omröstning till öppen omröstning
3. tävlingen sänds på Internet

Ursprungligen var tävlingen endast för pianister och violinister. Cellister blev inkluderade i den andra tävlingen 1962 och sångare i den tredje tävlingen 1962. Sedan 1990 finns det också en tävling för fiolbyggare där man bedömer yrkesskicklighet i violin, viola och cello och deras respektive stråkar. Inga andra kategorier har blivit tillagda sedan dess.
Tävlingen är organiserad av en kommitté av framstående ryska musiker och genomförs av "Ryska statliga konsertumgänget" (Sodruzhestvo). En internationell jury av namnkunninga solister, musikprofessorer, dirigenter och tidigare vinnare av tävlingen är utvalda till att döma utförandena och välja ut pristagarna.
Tre utslagsrundor genomförs under juni månad. I normala fall delas 26 priser ut: sex i varje instrumentkategori och fyra för manliga och kvinnliga sångare, var för sig. Ibland delas dock inget förstapris ut, eller det kan delas mellan två tävlande. Detta kan också inträffa med de lägre priserna. Tidigare år har upp till åtta priser tilldelats i varje kategori.

## Toppristagarna
Toppristagarna för varje år och kategori (Förstapris om inget annat är noterat).

### Piano
- 1958: Van Cliburn
- 1962: Vladimir Asjkenazi och John Ogdon delade förstapris
- 1966: Grigory Sokolov
- 1970: Vladimir Krainev och John Lill delade förstapris.
- 1974: Andrei Gavrilov
- 1978: Mikhail Pletnev
- 1982: Inget förstapris delades ut. Peter Donohoe och Vladimir Ovchinnikov delade andrapris.
- 1986: Barry Douglas
- 1990: Boris Berezovskij
- 1994: Inget förstapris delades ut. Nikolai Lugansky vann andrapris.
- 1998: Denis Matsuev
- 2002: Ayako Uehara
- 2007: Inget förstapris delades ut. Miroslav Kultyshev vann andrapris.

### Violin
- 1958: Valery Klimov
- 1962: Boris Gutnikov och Shmuel Asjkenazi
- 1966: Viktor Tretiakov
- 1970: Gidon Kremer
- 1974: Inget förstapris delades ut. Eugene Fodor, Ruben Agaranyan och Rusudan Gvasaliya delade andrapris.
- 1978: Elmar Oliveira och Ilya Grubert delade förstapris, Dylana Jenson delade andrapris.
- 1982: Viktoria Mullova och Sergei Stadler delade förstapris.
- 1986: Raphaël Oleg och Ilya Kaler delade förstapris.
- 1990: Akiko Suwanai
- 1994: Inget förstapris delades ut. Anastasiya Chebotareva och Jennifer Koh delade andrapris.
- 1998: Nikolay Sachenko
- 2002: Inget förstapris delades ut. Tamaki Kawakubo och Chen Xi delade andrapris.
- 2007: Mayuko Kamio

### Cello
- 1962: Natalia Shakhovskaya
- 1966: Karine Georgyan
- 1970: David Geringas
- 1974: Boris Pergamenshchikov
- 1978: Nathaniel Rosen
- 1982: Antonio Meneses
- 1986: Mario Brunello
- 1990: Gustav Rivinius
- 1994: Inget första, andra och tredjepris delades ut. Eileen Moon och Georgi Gorjunov delade fjärdepris.
- 1998: Denis Shapovalov
- 2002: Inget förstapris delades ut. Johannes Moser vann andrapris.
- 2007: Sergey Antonov

### Sångare, kvinnor
- 1966: Jane Marsh
- 1970: Yelena Obraztsova
- 1974: Inget förstapris delades ut. Lyudmila Sergienko, Sylvia Sass och Stefka Evstatieva delade andrapris.
- 1978: Lyudmila Shemchuk
- 1982: Lidiya Zabilyasta
- 1986: Natalia Erasova
- 1990: Deborah Voigt
- 1994: Marina Lapina. Hibra Gerzmawa vann "Grand Prize".
- 1998: Mieko Sato
- 2002: Aitalina Afanasieva-Adamova
- 2007: Albina Shagimuratova

### Sångare, män
- 1966: Vladimir Atlantov
- 1970: Yevgeny Nesterenko
- 1974: Ivan Ponomarenko
- 1978: Inget förstapris delades ut. Valentin Pivovarov och Nikita Storozhev delade andrapris.
- 1982: Paata Burchchuladze
- 1986: Grigory Gritsyuk
- 1990: Hans Choi
- 1994: Yuan Cheng-ye
- 1998: Besik Gabitashvili
- 2002: Mikhail Kazakov
- 2007: Alexander Tzimbaluk